# بيتر لين
بيتر لين (بالإنجليزية: Peter Lynn)‏ هو مهندس نيوزلندي، ولد في 1946.